# Bezpjatne
Bezpjatne (ukr. Безп'ятне) – wieś na Ukrainie, w obwodzie kijowskim, w rejonie obuchowskim, w hromadzie Wasylków. W 2001 liczyła 442 mieszkańców, spośród których 433 wskazało jako ojczysty język ukraiński, 7 rosyjski, a 1 inny.